# Hippurites
Hippurites es un género extinto de moluscos bivalvos de la familia Hippuritidae. Fue descrito por Jean-Baptiste Lamarck en 1801.

## Especies
- Hippurites atheniensis Ktenas 1907
- Hippurites colliciatus Woodward 1855
- Hippurites cornucopiae Defrance 1821
- Hippurites cornuvaccinum Brown